# Die Landärztin – Schleichendes Gift
Die Landärztin – Schleichendes Gift ist ein österreichischer Fernsehfilm von Thomas Nennstiel aus dem Jahr 2009. Es ist die 6. Folge der Filmreihe Die Landärztin.

## Handlung
Dr. Johanna Lohmann und Dr. Laurenz Hofer möchten heiraten. Nach mehreren Anläufen führen sie eine Probe durch. Die Hochzeitsprobe wird durch einen Anruf von Gerhard Straußberger auf Frau Dr. Lohmanns Handy unterbrochen, welche sofort zu ihm hinfährt. Dort entpuppt sich der vermeintliche „Notfall“: Herr Straußberger hat eine Kiste gefunden, in der sich die Tagebücher der verstorbenen Michaela, der Mutter des bei Dr. Johanna Lohmann lebenden Waisenkindes Bastian, befinden. Er überreicht diese an Frau Dr. Lohmann und fährt weg, weil er Feierabend hat.
Auf dem Hof entdeckt Dr. Johanna Lohmann zwei tote Rehe. Sie nimmt diese mit und lässt sie von Tierarzt Dr. Hofer untersuchen. Er geht von einer Vergiftung aus, was Frau Dr. Lohmann nicht nachvollziehen kann. Mithilfe eines Spürhundes findet sie im Wald vergrabene Kanister auf, die Rückstände von Pestiziden enthalten. Damit handelt es sich um eine illegale Entsorgung von Pestiziden. Gustav Brandner erweist sich später als Täter und wird von der Polizei abgeführt.
Alle sind auf die Hochzeit gespannt, so auch Johannas Sohn Max und der Waisenjunge Bastian. Johanna vermutet anhand der Tagebücher, dass Daniel Winterberg, Pferdezüchter aus einem Nachbardorf, Bastians Vater ist. Herr Winterberg streitet die Vaterschaft ab und zeigt seine Gefühle gegenüber Frau Dr. Lohmann. Johanna entwickelt ebenfalls eine Sympathie, die widersprüchlich zur Hochzeit mit Dr. Laurenz Hofer, dem Tierarzt, ist. Am ursprünglichen Hochzeitstag sagt Dr. Laurenz Hofer aus schlechtem Gewissen ab.
Trotz des strikten Verbotes Frau Dr. Lohmanns steigt Bastian in den Weiher, wo er einen lebensbedrohlichen allergischen Schock erleidet. Max holt ihn aus dem Wasser und Johanna rettet ihm mithilfe des Erste-Hilfe-Kastens das Leben. Im Krankenhaus kommt Bastian langsam zu sich. Zu Hause erfahren Frau Dr. Lohmann und Bastian, dass Daniel Winterberg der leibliche Vater des Waisenkindes ist. Dr. Laurenz Hofer beschließt im Kontakt mit Frau Dr. Lohmann und den Kindern zu bleiben und sie hin und wieder zu besuchen.

## Produktion
Die Landärztin – Schleichendes Gift wurde in Großraming, Steyr, dem Nationalpark Kalkalpen sowie in weiterer Umgebung Oberösterreichs gedreht.
Der Film erlebte am 13. März 2009 im Ersten Deutschen Fernsehen seine Premiere, welche 5,27 Millionen Zuschauer verfolgten.

## Kritik
„Sechster Teil einer trivialen (Fernseh-)Heimatfilm-Reihe; ein bemühter Aufguss mit den genreüblichen Problemen.“